# جورج بورتر (لاعب اتحاد الرغبي)
جورج بورتر (بالإنجليزية: George Porter)‏ هو لاعب اتحاد الرغبي بريطاني، ولد في 15 مايو 1989.